# Liga dos Campeões da WSE de 2022–23
A Liga dos Campeões de 2022–23 foi a 58ª edição da maior competição de clubes europeus de hóquei em patins masculino organizada pela World Skate, a primeira com esta designação. O FC Porto venceu a competição pela terceira vez ao vencer na final a oito em Viana do Castelo o Valongo.

## Formato
A WSE procedeu a uma nova reformulação dos seus quadros competitivos após o boicote dos clubes mais importantes da modalidade à edição anterior.
Neste novo formato, regressaram as fases de qualificação, duas, sobre a forma de fases de 4 grupos de 4 equipas a uma só volta disputada numa única sede. Segue-se a fase principal, com 4 grupos de 4 equipas a duas voltas, e uma final-eight numa única sede.

## Ranking WSE
Para a Liga dos Campeões de 2022-23, os lugares de acesso foram atribuídos conforme o coeficiente do ranking de cada federação, com o coeficiente a ter em conta os resultados das últimas 5 épocas.
Foi aplicado o Método D'Hondt para determinar o número de equipas que cada federação tem direito para a Liga dos Campeões.
| CI.                | Federação  | Coeficiente | FG | 2Q | 1Q | T |
| ------------------ | ---------- | ----------- | -- | -- | -- | - |
| 1                  | Portugal   | 21.667      | 3  | 2  | 2  | 7 |
| 2                  | Espanha    | 18.500      | 2  | 2  | 3  | 7 |
| 3                  | Itália     | 16.235      | 2  | 2  | 3  | 7 |
| 4                  | França     | 8.560       | 1  | -  | 4  | 5 |
| 5                  | Suíça      | 5.727       | -  | 1  | 3  | 4 |
| 6                  | Alemanha   | 4.909       | -  | 1  | 1  | 2 |
| 7                  | Inglaterra | 3.000       | -  | -  | 2  | 2 |
| Fonte: Ranking WSE |            |             |    |    |    |   |

## Participantes
Participaram um total de 32 equipas. O n.º de equipas por federação e a sua distribuição pelas diversas fases foi efetuada de acordo com o ranking da WSE. Vagas não ocupadas foram preenchidas com equipas que iriam disputar a Taça WSE.
| Fase                     | Equipas      | Equipas          | Equipas            | Equipas               |
| ------------------------ | ------------ | ---------------- | ------------------ | --------------------- |
| Fase de Grupos           | FC Porto     | SL Benfica       | Sporting CP        | Liceo da Coruña       |
| Fase de Grupos           | FC Barcelona | GSH Trissino     | Hockey Sarzana     | SCRA Saint-Omer       |
|                          |              |                  |                    |                       |
| 2.ª Fase de Qualificação | OC Barcelos  | UD Oliveirense   | Reus Deportiu      | CE Noia               |
| 2.ª Fase de Qualificação | Amatori Lodi | Follonica Hockey | RHC Diessbach      | SK Germania Herringen |
|                          |              |                  |                    |                       |
| 1.ª Fase de Qualificação | AD Valongo   | HC Braga         | CE Lleida          | CP Calafell           |
| 1.ª Fase de Qualificação | PAS Alcoy    | CH Caldes        | HC Forte dei Marmi | Hockey Bassano        |
| 1.ª Fase de Qualificação | HC Valdagno  | CP Grosseto      | HC Quévert         | La Vendéenne          |
| 1.ª Fase de Qualificação | US Coutras   | Noisy-le-Grand   | Genève RHC         | King's Lynn RHC       |

## 1ª Fase de Qualificação
Participaram um total de 16 equipas distribuídas por 4 grupos de 4 equipas por sorteio condicionado para que não equipas do mesmo país não se defrontem.
As equipas jogaram num formato todos contra todos a uma só volta, com a equipa com pior ranking de cada grupo a sediar os jogos disputados entre 30 de setembro a 2 de outubro de 2022.
Apuraram-se para a 2ª Fase de Qualificação os dois mais bem classificados de cada grupo, enquanto as restantes são relegadas para a Taça WSE.

### Grupo A
| Pos | Equipe             | Pts | J | V | E | D | GP | GC | SG | Classificado            |  | FOR | BRA | ALC | COU |
| --- | ------------------ | --- | - | - | - | - | -- | -- | -- | ----------------------- |  | --- | --- | --- | --- |
| 1   | HC Forte dei Marmi | 7   | 3 | 2 | 1 | 0 | 12 | 4  | +8 | avança para a 2ª fase   |  | —   | 1–1 | 6–2 | 5–1 |
| 2   | HC Braga           | 5   | 3 | 1 | 2 | 0 | 7  | 6  | +1 | avança para a 2ª fase   |  |     | —   | 3–2 | 3–3 |
| 3   | PAS Alcoy          | 3   | 3 | 1 | 0 | 2 | 9  | 10 | −1 | despromovido à Taça WSE |  |     |     | —   | 5–1 |
| 4   | US Coutras (H)     | 1   | 3 | 0 | 1 | 2 | 5  | 13 | −8 | despromovido à Taça WSE |  |     |     |     | —   |

| 30 Setembro 2022 | HC Forte dei Marmi | 5 – 1 | US Coutras |  |  |
|                  |                    |       |            |  |  |

| 30 Setembro 2022 | HC Braga                                                               | 3 – 2 | PAS Alcoy                                      |  |  |
|                  | Diogo Seixas, 6' - 1ªP Diogo Seixas, 8' - 1ªP Rúben Pereira, 16' - 2ªP |       | Gonzalo Pérez, 1' - 1ªP Iván Morales, 8' - 1ªP |  |  |

| 1 Outubro 2022 | US Coutras                                                                | 3 – 3 | HC Braga                                                                 |  |  |
|                | Marc Povedano, 14' - 1ªP Sergio Pérez, 20' - 2ªP Marc Povedano, 23' - 2ªP |       | Pedro Mendes, 19' - 1ªP Pedro Mendes, 21' - 2ªP Rúben Pereira, 22' - 2ªP |  |  |

| 1 Outubro 2022 | PAS Alcoy | 2 – 6 | HC Forte dei Marmi |  |  |
|                |           |       |                    |  |  |

| 2 Outubro 2022 | US Coutras | 1 – 5 | PAS Alcoy |  |  |
|                |            |       |           |  |  |

| 2 Outubro 2022 | HC Forte dei Marmi           | 1 – 1  | HC Braga                   |  |  |
|                | Federico Ambrosio, 22' - 2ªP | [ 10 ] | António Trabulo, 16' - 2ªP |  |  |

### Grupo B
| Pos | Equipe           | Pts | J | V | E | D | GP | GC | SG  | Classificado            |  | GRO | VEN | LEI | KIN  |
| --- | ---------------- | --- | - | - | - | - | -- | -- | --- | ----------------------- |  | --- | --- | --- | ---- |
| 1   | CP Grosseto      | 6   | 3 | 2 | 0 | 1 | 18 | 6  | +12 | avança para a 2ª fase   |  | —   | 1–3 | 3–1 | 13–2 |
| 2   | La Vendéenne (H) | 6   | 3 | 2 | 0 | 1 | 9  | 6  | +3  | avança para a 2ª fase   |  |     | —   | 2–4 | 4–1  |
| 3   | Lleida           | 6   | 3 | 2 | 0 | 1 | 19 | 7  | +12 | despromovido à Taça WSE |  |     |     | —   | 14–1 |
| 4   | King's Lynn      | 0   | 3 | 0 | 0 | 3 | 4  | 31 | −27 | despromovido à Taça WSE |  |     |     |     | —    |

### Grupo C
| Pos | Equipe          | Pts | J | V | E | D | GP | GC | SG  | Classificado            |  | CAL | VAL | NOI | GEN |
| --- | --------------- | --- | - | - | - | - | -- | -- | --- | ----------------------- |  | --- | --- | --- | --- |
| 1   | CP Calafell     | 7   | 3 | 2 | 1 | 0 | 9  | 4  | +5  | avança para a 2ª fase   |  | —   | 4–2 | 2–2 | 3–0 |
| 2   | Hockey Valdagno | 6   | 3 | 2 | 0 | 1 | 11 | 6  | +5  | avança para a 2ª fase   |  |     | —   | 4–2 | 5–0 |
| 3   | Noisy Le Grand  | 4   | 3 | 1 | 1 | 1 | 10 | 9  | +1  | despromovido à Taça WSE |  |     |     | —   | 6–3 |
| 4   | Geneve RHC (H)  | 0   | 3 | 0 | 0 | 3 | 3  | 14 | −11 | despromovido à Taça WSE |  |     |     |     | —   |

### Grupo D
| Pos | Equipe         | Pts | J | V | E | D | GP | GC | SG | Classificado            |  | CAL | VAL | QUE | BAS |
| --- | -------------- | --- | - | - | - | - | -- | -- | -- | ----------------------- |  | --- | --- | --- | --- |
| 1   | CH Caldes      | 5   | 3 | 1 | 2 | 0 | 7  | 5  | +2 | avança para a 2ª fase   |  | —   | 1–1 | 1–1 | 5–3 |
| 2   | AD Valongo     | 5   | 3 | 1 | 2 | 0 | 5  | 4  | +1 | avança para a 2ª fase   |  |     | —   | 3–2 | 1–1 |
| 3   | HC Quévert (H) | 4   | 3 | 1 | 1 | 1 | 9  | 9  | 0  | despromovido à Taça WSE |  |     |     | —   | 6–5 |
| 4   | Hockey Bassano | 1   | 3 | 0 | 1 | 2 | 9  | 12 | −3 | despromovido à Taça WSE |  |     |     |     | —   |

| 30 Setembro 2022 | ASD Bassano | 5 – 6 | HC Quévert |  |  |
|                  |             |       |            |  |  |

| 30 Setembro 2022 | AD Valongo                        | 1 – 1 | CH Caldes              |  |  |
|                  | Facundo "Facu" Navarro, 10' - 1ªP |       | Roger Presas, 7' - 2ªP |  |  |

| 1 Outubro 2022 | HC Quévert | 1 – 1 | CH Caldes |  |  |
|                |            |       |           |  |  |

| 1 Outubro 2022 | ASD Bassano              | 1 – 1 | AD Valongo                         |  |  |
|                | Pablo Cancela, 15' - 2ªP |       | Carlos Ramos "Carlitos", 17' - 2ªP |  |  |

| 2 Outubro 2022 | HC Quévert                                               | 2 – 3 | AD Valongo                                                                       |  |  |
|                | Julian Martínez, 1' - 2ªP Xavier "Xavi" Solera, 4' - 2ªP |       | Miguel Moura, 16' - 1ªP Rafael Bessa, 9' - 2ªP Facundo "Facu" Navarro, 15' - 2ªP |  |  |

| 2 Outubro 2022 | CH Caldes | 5 – 3 | ASD Bassano |  |  |
|                |           |       |             |  |  |

## 2ª Fase de Qualificação
Participam um total de 16 equipas: 8 equipas que entram nesta fase e as 8 equipas apuradas da fase anterior, distribuídas por 4 grupos de 4 equipas.
As equipas jogam num formato todos contra todos a uma só volta, com a equipa com pior ranking de cada grupo a sediar os jogos disputados entre 16 a 18 de dezembro de 2022.
Apuraram-se para a Fase de Grupos os dois mais bem classificados de cada grupo, com os restantes a serem relegados para a Taça WSE.

### Grupo A
| Pos | Equipe            | Pts | J | V | E | D | GP | GC | SG | Classificado                 |  | OLI | CAL | GRO | DIE |
| --- | ----------------- | --- | - | - | - | - | -- | -- | -- | ---------------------------- |  | --- | --- | --- | --- |
| 1   | U.D. Oliveirense  | 9   | 3 | 3 | 0 | 0 | 15 | 7  | +8 | avança para a Fase de grupos |  | —   | 3–2 | 7–4 | 5–1 |
| 2   | CP Calafell       | 6   | 3 | 2 | 0 | 1 | 13 | 7  | +6 | avança para a Fase de grupos |  |     | —   | 6–1 | 5–3 |
| 3   | CP Grosseto       | 3   | 3 | 1 | 0 | 2 | 9  | 16 | −7 | despromovido à Taça WSE      |  |     |     | —   | 4–3 |
| 4   | RHC Diessbach (H) | 0   | 3 | 0 | 0 | 3 | 7  | 14 | −7 | despromovido à Taça WSE      |  |     |     |     | —   |

### Grupo B
| Pos | Equipe          | Pts | J | V | E | D | GP | GC | SG | Classificado                 |  | REU | OCB | BRA | VAL |
| --- | --------------- | --- | - | - | - | - | -- | -- | -- | ---------------------------- |  | --- | --- | --- | --- |
| 1   | Reus Deportiu   | 7   | 3 | 2 | 1 | 0 | 11 | 8  | +3 | avança para a Fase de grupos |  | —   | 2–2 | 3–2 | 6–4 |
| 2   | OC Barcelos     | 5   | 3 | 1 | 2 | 0 | 7  | 6  | +1 | avança para a Fase de grupos |  |     | —   | 3–3 | 2–1 |
| 3   | HC Braga        | 4   | 3 | 1 | 1 | 1 | 6  | 6  | 0  | despromovido à Taça WSE      |  |     |     | —   | 1–0 |
| 4   | HC Valdagno (H) | 0   | 3 | 0 | 0 | 3 | 5  | 9  | −4 | despromovido à Taça WSE      |  |     |     |     | —   |

### Grupo C
| Pos | Equipe                 | Pts | J | V | E | D | GP | GC | SG | Classificado                 |  | NOI | FOR | FOL | CAL |
| --- | ---------------------- | --- | - | - | - | - | -- | -- | -- | ---------------------------- |  | --- | --- | --- | --- |
| 1   | CE Noia                | 7   | 3 | 2 | 1 | 0 | 11 | 7  | +4 | avança para a Fase de grupos |  | —   | 3–1 | 5–3 | 3–3 |
| 2   | HC Forte dei Marmi (H) | 6   | 3 | 2 | 0 | 1 | 7  | 4  | +3 | avança para a Fase de grupos |  |     | —   | 4–0 | 2–1 |
| 3   | Follonica Hockey       | 3   | 3 | 1 | 0 | 2 | 8  | 13 | −5 | despromovido à Taça WSE      |  |     |     | —   | 5–4 |
| 4   | CH Caldes              | 1   | 3 | 0 | 1 | 2 | 8  | 10 | −2 | despromovido à Taça WSE      |  |     |     |     | —   |

### Grupo D
| Pos | Equipe                    | Pts | J | V | E | D | GP | GC | SG  | Classificado                 |  | VAL | LOD | VEN | GER |
| --- | ------------------------- | --- | - | - | - | - | -- | -- | --- | ---------------------------- |  | --- | --- | --- | --- |
| 1   | AD Valongo                | 9   | 3 | 3 | 0 | 0 | 17 | 6  | +11 | avança para a Fase de grupos |  | —   | 3–3 |     | 4–2 |
| 2   | Amatori Wasken Lodi       | 4   | 3 | 1 | 1 | 1 | 8  | 7  | +1  | avança para a Fase de grupos |  |     | —   |     | 5–2 |
| 3   | La Vendéenne RH           | 4   | 3 | 1 | 1 | 1 | 10 | 11 | −1  | despromovido à Taça WSE      |  | 2–1 | 6–2 | —   | 9–3 |
| 4   | SK Germania Herringen (H) | 0   | 3 | 0 | 0 | 3 | 7  | 18 | −11 | despromovido à Taça WSE      |  |     |     |     | —   |

## Fase de Grupos
Participam um total de 16 equipas: 8 equipas que entram nesta fase e as 8 equipas apuradas da fase anterior, distribuídas por 4 grupos de 4 equipas.
As equipas jogam num formato todos contra todos a duas voltas, entre 26 de janeiro a 13 de abril de 2023.
Apuram-se para a Final-Eight os dois mais bem classificados de cada grupo.

### Grupo A
| Pos | Equipe      | Pts | J | V | E | D | GP | GC | SG | Classificado              |     | BEN | OLI | LIC | CAL |
| --- | ----------- | --- | - | - | - | - | -- | -- | -- | ------------------------- | --- | --- | --- | --- | --- |
| 1   | Benfica     | 12  | 6 | 3 | 3 | 0 | 21 | 14 | +7 | avança para a Final-eight |     | —   | 4–2 | 2–2 | 5–3 |
| 2   | Oliveirense | 10  | 6 | 3 | 1 | 2 | 17 | 13 | +4 | avança para a Final-eight |     | 2–5 | —   | 5–1 | 4–0 |
| 3   | Liceo       | 6   | 6 | 1 | 3 | 2 | 16 | 20 | −4 |                           |     | 3–3 | 2–3 | —   | 4–4 |
| 4   | Calafell    | 3   | 6 | 0 | 3 | 3 | 13 | 20 | −7 |                           | 2–2 | 1–1 | 3–4 | —   |     |

### Grupo B
| Pos | Equipe   | Pts | J | V | E | D | GP | GC | SG  | Classificado              |     | TRI | POR | NOI | SAR |
| --- | -------- | --- | - | - | - | - | -- | -- | --- | ------------------------- | --- | --- | --- | --- | --- |
| 1   | Trissino | 14  | 6 | 4 | 2 | 0 | 33 | 19 | +14 | avança para a Final-eight |     | —   | 6–2 | 9–5 | 7–3 |
| 2   | Porto    | 11  | 6 | 3 | 2 | 1 | 22 | 13 | +9  | avança para a Final-eight |     | 3–3 | —   | 5–1 | 5–0 |
| 3   | Noia     | 8   | 6 | 2 | 2 | 2 | 18 | 23 | −5  |                           |     | 4–4 | 0–0 | —   | 4–2 |
| 4   | Sarzana  | 0   | 6 | 0 | 0 | 6 | 13 | 31 | −18 |                           | 2–4 | 3–4 | 3–4 | —   |     |

### Grupo C
| Pos | Equipe          | Pts | J | V | E | D | GP | GC | SG  | Classificado              |     | BAR | VAL | FOR | LOD |
| --- | --------------- | --- | - | - | - | - | -- | -- | --- | ------------------------- | --- | --- | --- | --- | --- |
| 1   | Barça           | 13  | 6 | 4 | 1 | 1 | 26 | 15 | +11 | avança para a Final-eight |     | —   | 3–4 | 6–2 | 5–0 |
| 2   | Valongo         | 11  | 6 | 3 | 2 | 1 | 19 | 16 | +3  | avança para a Final-eight |     | 3–5 | —   | 4–4 | 2–1 |
| 3   | Forte dei Marmi | 9   | 6 | 2 | 3 | 1 | 19 | 21 | −2  |                           |     | 4–4 | 3–3 | —   | 3–2 |
| 4   | Amatori Lodi    | 0   | 6 | 0 | 0 | 6 | 7  | 19 | −12 |                           | 2–3 | 0–3 | 2–3 | —   |     |

### Grupo D
| Pos | Equipe          | Pts | J | V | E | D | GP | GC | SG  | Classificado              |     | SCP | OCB | REU | STO |
| --- | --------------- | --- | - | - | - | - | -- | -- | --- | ------------------------- | --- | --- | --- | --- | --- |
| 1   | Sporting CP     | 11  | 6 | 3 | 2 | 1 | 25 | 16 | +9  | avança para a Final-eight |     | —   | 3–1 | 5–7 | 6–1 |
| 2   | Barcelos        | 10  | 6 | 3 | 1 | 2 | 18 | 15 | +3  | avança para a Final-eight |     | 2–2 | —   | 3–1 | 4–5 |
| 3   | Reus            | 10  | 6 | 3 | 1 | 2 | 22 | 20 | +2  |                           |     | 2–2 | 1–4 | —   | 4–2 |
| 4   | SCRA Saint-Omer | 3   | 6 | 1 | 0 | 5 | 18 | 32 | −14 |                           | 3–7 | 3–4 | 4–7 | —   |     |

## Final-Eight
A fase final foi disputada no Pavilhão Municipal José Natário em Viana do Castelo. Os encontros foram realizados entre os dias 5 de maio a 7 de maio de 2023. Na final o FC Porto bateu o Valongo conquistando o título europeu pela terceira vez.
|  | Quartas de final    | Quartas de final  |                |       | Semifinais | Semifinais |  |  | Final | Final |
|  |                     |                   |                |       |            |            |  |  |       |       |
|  | 5 de Maio           |                   |                |       |            |            |  |  |       |       |
|  |                     |                   |                |       |            |            |  |  |       |       |
|  | SL Benfica          | 2                 |                |       |            |            |  |  |       |       |
|  | SL Benfica          | 2                 | 6 de Maio      |       |            |            |  |  |       |       |
|  | FC Porto            | 4                 |                |       |            |            |  |  |       |       |
|  | FC Porto            | 4                 | FC Porto       | 4     |            |            |  |  |       |       |
|  | 5 de Maio           |                   | FC Porto       | 4     |            |            |  |  |       |       |
|  |                     | FC Barcelona      | 3              |       |            |            |  |  |       |       |
|  | FC Barcelona (a.p.) | FC Barcelona      | 3              | 5     |            |            |  |  |       |       |
|  | FC Barcelona (a.p.) |                   | 7 de Maio      | 5     |            |            |  |  |       |       |
|  | OC Barcelos         | 3                 |                |       |            |            |  |  |       |       |
|  | OC Barcelos         | 3                 | FC Porto       | 5     |            |            |  |  |       |       |
|  | 5 de Maio           |                   | FC Porto       | 5     |            |            |  |  |       |       |
|  |                     | AD Valongo        | 1              |       |            |            |  |  |       |       |
|  | GSH Trissino        | AD Valongo        | 1              | 5 (1) |            |            |  |  |       |       |
|  | GSH Trissino        | 6 de Maio         |                | 5 (1) |            |            |  |  |       |       |
|  | UD Oliveirense (gp) | 5 (3)             |                |       |            |            |  |  |       |       |
|  | UD Oliveirense (gp) | 5 (3)             | UD Oliveirense | 4     |            |            |  |  |       |       |
|  | 5 de Maio           |                   | UD Oliveirense | 4     |            |            |  |  |       |       |
|  |                     | AD Valongo (a.p.) | 6              |       |            |            |  |  |       |       |
|  | Sporting CP         | AD Valongo (a.p.) | 6              | 2     |            |            |  |  |       |       |
|  | Sporting CP         |                   |                | 2     |            |            |  |  |       |       |
|  | AD Valongo          | 3                 |                |       |            |            |  |  |       |       |
|  | AD Valongo          | 3                 |                |       |            |            |  |  |       |       |